# Choi Min-young
Choi Min-young (Coreano: 최민영; 9 de octubre de 2002) es un actor surcoreano. Hizo su debut como actor en 2014 y desde entonces ha aparecido en varias series de televisión. Es conocido por su papel de actor infantil en la serie de venganza The Promise de 2016 y en la serie de televisión 2022 titulada Veinticinco, veintiuno, en la cual actuó como Baek Yi-hyun. En 2023 protagonizó la serie estadounidense de Netflix XO, Kitty.

## Carrera
Choi Min-yeong tiene un contrato exclusivo con el representante artístico Saram Entertainment desde abril de 2022.
Choi Min-yeong hizo su debut en el drama de KBS2 Magic Thousand Characters en el 2014. Luego apareció en muchas series de televisión como Strong Woman Bong-soon (jTBC, 2017), Mr. Sunshine (tvN, 2018) e Itaewon Class (jTBC, 2020). Como actor musical, ha aparecido en los musicales Bonnie & Clyde, Empress Myeongseong, Frankenstein y Kinky Boots.
En 2022 obtuvo reconocimiento en la serie de tvN Veinticinco, veintiuno con el papel de Baek Yi-hyun, el hermano menor de Baek Yi-jin (Nam Joo-hyuk). En 2023 protagonizó la serie estadounidense de Netflix XO, Kitty, un spin-off de To All the Boys I've Loved Before.

## Filmografía

### Películas
| Año  | Título                | Papel          | Notas      |       |
| ---- | --------------------- | -------------- | ---------- | ----- |
| 2014 | Quiero hablar contigo | Kang Joon-seok |            | [ 2 ] |
| TBA  | Palacio de los sueños | Dong-wook      | Grabándose | [ 5 ] |

### Series de televisión
| Año  | Título                                  | Papel                           | Notas                               | Ref.          |
| ---- | --------------------------------------- | ------------------------------- | ----------------------------------- | ------------- |
| 2014 | El clásico mágico de los mil caracteres | Bebé                            |                                     | [ 6 ]         |
| 2016 | La promesa                              | Kang Tae-joon de joven          | Nominado a los Premios Drama de KBS | [ 7 ]         |
| 2016 | Choco Bank                              | Dal-soo de joven                |                                     | [ 6 ]         |
| 2016 | Memory                                  | Kim Myung-soo                   |                                     | [ 8 ]         |
| 2016 | Artista                                 | Lee Kyung-soo                   |                                     | [ 8 ]         |
| 2016 | Romance de la suerte                    | Min-jae                         |                                     | [ 8 ]         |
| 2016 | W                                       | El hermano menor de Kang Cheol  | Aparición especial                  | [ 8 ]         |
| 2017 | Bong-soon, una chica superfuerte        | In Kook-doo de joven            |                                     | [ 8 ] [ 9 ]   |
| 2017 | Chicago Typewriter                      | Han Se-joo de joven             |                                     | [ 8 ] [ 9 ]   |
| 2017 | Reina por siete días                    | Seo Noh de joven                |                                     | [ 8 ] [ 9 ]   |
| 2017 | Dos policías                            | Tak Jae-hee de joven            |                                     | [ 8 ] [ 9 ]   |
| 2018 | Radio romántica                         | Woo Ji-woo                      |                                     | [ 8 ] [ 9 ]   |
| 2018 | Mr. Sunshine                            | Koo Dong-mae de joven           |                                     | [ 8 ] [ 9 ]   |
| 2018 | Your Honor                              | Han Soo-ho de joven/Han Kang-ho |                                     | [ 8 ] [ 9 ]   |
| 2019 | Confession                              | Yoo Joon-hwan                   |                                     | [ 8 ] [ 9 ]   |
| 2020 | Itaewon Class                           | Jang Dae-hee de joven           |                                     | [ 8 ] [ 9 ]   |
| 2021 | You Are My Spring                       | Chae-joon de joven              |                                     | [ 8 ]         |
| 2022 | Veinticinco, veintiuno                  | Baek Yi-hyun                    |                                     | [ 10 ]        |
| 2023 | XO, Kitty                               | Kim Dae-heon                    | Serie estadounidense de Netflix     | [ 11 ] [ 12 ] |
| 2025 | Un héroe débil                          | Seo Jun-tae                     | Serie web, segunda temporada        | [ 13 ]        |

### Espectáculos musicales
| Año  | Título                         | Papel              | Notas  |
| ---- | ------------------------------ | ------------------ | ------ |
| 2013 | Emperatriz Myeongseong - Dageu | Príncipe heredero  | [ 14 ] |
| 2013 | Bonnie y Clyde                 | Joven Clyde        | [ 14 ] |
| 2014 | Frankenstein                   | Joven Frankenstein | [ 14 ] |
| 2014 | Botas rizadas                  | Joven charlie      | [ 14 ] |

## Premios y nominaciones
| Año  | Premios                   | Categoría               | Obra nominada                           | Resultados | Ref.   |
| ---- | ------------------------- | ----------------------- | --------------------------------------- | ---------- | ------ |
| 2016 | KBS Drama Awards          | Best Young Actor        | The Promise como el joven Kang Tae-joon | Nominado   | [ 15 ] |
| 2020 | The 6th DIMF Musical Star | Grand Prize (1.ª place) |                                         | Ganador    | [ 16 ] |